# Liste der denkmalgeschützten Objekte in Graz/Straßgang
Die Liste der denkmalgeschützten Objekte in Graz/Straßgang enthält die 29 denkmalgeschützten unbeweglichen Objekte des XVI. Grazer Stadtbezirks Straßgang.

## Denkmäler
| Foto |                 | Denkmal                                                                                   | Standort                                                    | Beschreibung | Metadaten |
| ---- | --------------- | ----------------------------------------------------------------------------------------- | ----------------------------------------------------------- | --- | --- |
| ja   | Datei hochladen | Kath. Pfarrkirche hl. Rupert, Aribonenkirche HERIS-ID: 29043 Objekt-ID: 25665             | bei Aribonenstraße 10 Standort KG: Straßgang                | Die schlichte frühromanische Kirche wurde im 14. Jahrhundert erstmals erwähnt, stellt aber wahrscheinlich die älteste Kirche im Grazer Stadtgebiet dar. Die Innenausstattung stammt aus dem 17. Jahrhundert. | BDA-Hist.: Q2176615 Status: Bescheid Stand der BDA-Liste: 2025-06-30 Name: Kath. Pfarrkirche hl. Rupert, Aribonenkirche GstNr.: .18                                         |
| ja   | Datei hochladen | Mittelschule, ehem. Volksschule Aribonenstraße HERIS-ID: 102852 Objekt-ID: 119303         | Aribonenstraße 14 Standort KG: Straßgang                    | Die Volksschule der Schulschwestern wurde 1912/13 erbaut und weist eine secessionistisch beeinflusste Fassade auf. | BDA-Hist.: Q37792024 Status: § 2a Stand der BDA-Liste: 2025-06-30 Name: Mittelschule, ehem. Volksschule Aribonenstraße GstNr.: 400/3                                        |
| ja   | Datei hochladen | Kruzifix und Marienfigur HERIS-ID: 102699 Objekt-ID: 119149                               | Florianibergstraße Standort KG: Straßgang                   | | BDA-Hist.: Q37791379 Status: § 2a Stand der BDA-Liste: 2025-06-30 Name: Kruzifix und Marienfigur GstNr.: 505 Kruzifix und Marienfigur, Straßgang                            |
| ja   | Datei hochladen | Kath. Filialkirche hl. Florian HERIS-ID: 102700 Objekt-ID: 119150                         | Florianibergstraße Standort KG: Straßgang                   | Die Wallfahrtskirche wurde 1597 errichtet, auch die Innenausstattung (insbesondere die Stukkaturen) stammen aus dieser Zeit. Der Rokoko-Hochaltar stammt hingegen aus dem Jahr 1768. | BDA-Hist.: Q1430001 Status: § 2a Stand der BDA-Liste: 2025-06-30 Name: Kath. Filialkirche hl. Florian GstNr.: .60 Filialkirche hl. Florian, Straßgang                       |
| ja   | Datei hochladen | Friedhof HERIS-ID: 105683 Objekt-ID: 122706                                               | bei Florianibergstraße 13 Standort KG: Straßgang            | Der Friedhof liegt westlich der Kirche Maria Elend, in ihm gibt es eine Sandsteinfigur der Mater Dolorosa aus der Zeit um 1730, die Johann Jakob Schoy zugeschrieben wird. | BDA-Hist.: Q37805922 Status: § 2a Stand der BDA-Liste: 2025-06-30 Name: Friedhof GstNr.: 279/1 Friedhof Straßgang                                                           |
| ja   | Datei hochladen | Kath. Pfarrkirche Maria Elend und Kirchhof HERIS-ID: 51456 Objekt-ID: 57109               | Florianibergstraße 13 Standort KG: Straßgang                | Die gotische Kirche wurde im 15. Jahrhundert an Stelle einer älteren, wohl auf das 10. Jahrhundert zurückgehenden Kirche. Im frühen 18. Jahrhundert wurde sie erweitert, in dieser Zeit entstand auch der turmartige Dachreiter mit Zwiebelhaube. Der Hochaltar wurde 1727/28 von Johann Jakob Schoy gestaltet. | BDA-Hist.: Q1742619 Status: § 2a Stand der BDA-Liste: 2025-06-30 Name: Kath. Pfarrkirche Maria Elend und Kirchhof GstNr.: .440 Church Maria im Elend (Straßgang)            |
| ja   | Datei hochladen | Jubiläumskapelle, Straßgang HERIS-ID: 102696 Objekt-ID: 119146                            | bei Florianibergstraße 13 Standort KG: Straßgang            | Die quadratische Jubiläumskapelle mit Zeltdach steht an der nördlichen Kirchhofmauer und wurde wahrscheinlich im 18. Jahrhundert erbaut. Die schmiedeeisernen Gitterflügel stammen aus der 1. Hälfte des 18. Jahrhunderts. | BDA-Hist.: Q37791339 Status: § 2a Stand der BDA-Liste: 2025-06-30 Name: Jubiläumskapelle GstNr.: .440 Jubiläumskapelle, Straßgang                                           |
| ja   | Datei hochladen | Pfarrhof Straßgang (Graz) HERIS-ID: 51455 Objekt-ID: 57108                                | Florianibergstraße 15 Standort KG: Straßgang                | Der Pfarrhof ist ein spätgotisches Gebäude aus dem 15. Jahrhundert mit Walmdach und Fenstergewänden. Im Westen ist ein turmartiger Trakt mit Schlüsselloch-Schießscharten angebaut. Spätere Umgestaltungen betrafen vor allem die Fenstergitter und die Türflügel. | BDA-Hist.: Q15840279 Status: § 2a Stand der BDA-Liste: 2025-06-30 Name: Pfarrhof GstNr.: .31/1 Pfarrhof Straßgang (Graz)                                                    |
| ja   | Datei hochladen | Wohnhaus, ehem. Mesnerhaus HERIS-ID: 51457 Objekt-ID: 57110                               | Florianibergstraße 17 Standort KG: Straßgang                | Das ehemalige Mesnerhaus wurde laut Inschrift bereits im Jahr 1529 errichtet und im 18. Jahrhundert umgestaltet. | BDA-Hist.: Q38045308 Status: § 2a Stand der BDA-Liste: 2025-06-30 Name: Wohnhaus, ehem. Mesnerhaus GstNr.: .31/2                                                            |
| ja   | Datei hochladen | Figurenbildstock hl. Johannes Nepomuk HERIS-ID: 102697 Objekt-ID: 119147                  | bei Florianibergstraße 19 Standort KG: Straßgang            | Die bemerkenswerte Sandsteinfigur des heiligen Johannes Nepomuk stammt aus der Zeit um 1730. | BDA-Hist.: Q37791357 Status: § 2a Stand der BDA-Liste: 2025-06-30 Name: Figurenbildstock hl. Johannes Nepomuk GstNr.: 345/1 Wayside shrine of Saint John Nepomuk, Straßgang |
| ja   | Datei hochladen | Bezirksamt Straßgang HERIS-ID: 102905 Objekt-ID: 119358                                   | Kärntner Straße 411 Standort KG: Straßgang                  | Das Haus mit sezessionistischer Fassade wurde laut Inschrift in den Jahren 1908 bis 1914 erbaut. | BDA-Hist.: Q37792130 Status: § 2a Stand der BDA-Liste: 2025-06-30 Name: Bezirksamt Straßgang GstNr.: .167 Bezirksamt Straßgang                                              |
| ja   | Datei hochladen | Stiegenanlage HERIS-ID: 110390 Objekt-ID: 128090                                          | zwischen Kärntner Straße 420 und 422 Standort KG: Straßgang | | BDA-Hist.: Q37818708 Status: § 2a Stand der BDA-Liste: 2025-06-30 Name: Stiegenanlage GstNr.: 507                                                                           |
| ja   | Datei hochladen | Wohnhaus, Ehem. Schule HERIS-ID: 51458 Objekt-ID: 57111                                   | Kärntner Straße 428 Standort KG: Straßgang                  | Das Wohnhaus stammt im Kern aus dem 15. und 16. Jahrhundert und wurde im Jahr 1783 umgebaut. | BDA-Hist.: Q38045318 Status: Bescheid Stand der BDA-Liste: 2025-06-30 Name: Wohnhaus, Ehem. Schule GstNr.: .37                                                              |
| ja   | Datei hochladen | Römische Siedlung und Hügelgräber am Katzelbach HERIS-ID: 12612 Objekt-ID: 8763           | Katzelbach/St. Martin Standort KG: Straßgang                | | BDA-Hist.: Q38134332 Status: Bescheid Stand der BDA-Liste: 2025-06-30 Name: Römische Siedlung und Hügelgräber am Katzelbach GstNr.: 287, 288, 290/9                         |
| ja   | Datei hochladen | Ansitz Hochkofler HERIS-ID: 37152 Objekt-ID: 36229                                        | Am Weinhang 15 Standort KG: Webling                         | Das Herrenhaus stammt laut Inschrift aus dem Jahr 1668, ein Umbau fand im Jahr 1886 statt. Im Obergeschoß befindet sich die Hauskapelle mit Ausstattung aus dem dritten Viertel des 18. Jahrhunderts. | BDA-Hist.: Q15783598 Status: Bescheid Stand der BDA-Liste: 2025-06-30 Name: Ansitz Hochkofler GstNr.: .95 Ansitz Hochkofler                                                 |
| ja   | Datei hochladen | Gartenpavillon des Ansitzes Hochkofler HERIS-ID: 37153 Objekt-ID: 36230                   | bei Am Weinhang 15 Standort KG: Webling                     | | BDA-Hist.: Q64031958 Status: Bescheid Stand der BDA-Liste: 2025-06-30 Name: Gartenpavillon des Ansitzes Hochkofler GstNr.: 676 Ansitz Hochkofler                            |
| BW   | Datei hochladen | Schützenhütte beim Ansitz Hochkofler HERIS-ID: 37154 Objekt-ID: 36231                     | Am Weinhang 17 Standort KG: Webling                         | | BDA-Hist.: Q37974262 Status: Bescheid Stand der BDA-Liste: 2025-06-30 Name: Schützenhütte beim Ansitz Hochkofler GstNr.: .96/1 Ansitz Hochkofler                            |
| ja   | Datei hochladen | Römerzeitliche Hügelgräbergruppe beim Bründlteich HERIS-ID: 62566 Objekt-ID: 75125        | Bründlteich Standort KG: Webling                            | | BDA-Hist.: Q38100213 Status: Bescheid Stand der BDA-Liste: 2025-06-30 Name: Römerzeitliche Hügelgräbergruppe beim Bründlteich GstNr.: 1/2 Roman grave at Bründlteiche       |
| BW   | Datei hochladen | Urgeschichtliche (kupferzeitliche) Siedlung am Buchkogel HERIS-ID: 80302 Objekt-ID: 94031 | Buchkogel Standort KG: Webling                              | Kupferzeitliche Fundstätte Anmerkung: Koordinate bezeichnet den Liegeort der urgeschichtlichen Höhensiedlung bei der Kirche St. Johann und Paul. | BDA-Hist.: Q38173290 Status: Bescheid Stand der BDA-Liste: 2025-06-30 Name: Urgeschichtliche (kupferzeitliche) Siedlung am Buchkogel GstNr.: 1/1                            |
| ja   | Datei hochladen | Rudolfswarte am Buchkogel HERIS-ID: 112787 Objekt-ID: 131000seit 2017                     | nordöstlich von Am Buchkogel 9 Standort KG: Webling         | Die Warte wurde 1879 eröffnet und ersetzte eine ältere hölzerne Konstruktion. Der Sockel ist aus Bruchsteinen, eine eiserne Wendeltreppe führt zur Aussichtsplattform. | BDA-Hist.: Q1789967 Status: Bescheid Stand der BDA-Liste: 2025-06-30 Name: Rudolfswarte am Buchkogel GstNr.: 1/1 Kronprinz-Rudolf-Warte Graz                                |
| ja   | Datei hochladen | Bauernwirt-Kapelle, Moscherkapelle HERIS-ID: 110317 Objekt-ID: 128009                     | bei Harter Straße 142 Standort KG: Webling                  | | BDA-Hist.: Q37818141 Status: § 2a Stand der BDA-Liste: 2025-06-30 Name: sonstige Kapelle, Bauernwirt-Kapelle, Moscherkapelle GstNr.: 777/2                                  |
| ja   | Datei hochladen | Schloss St. Martin HERIS-ID: 51452 Objekt-ID: 57103                                       | Kehlbergstraße 35 Standort KG: Webling                      | Das Schloss geht ursprünglich auf das 11. Jahrhundert zurück, der heutige Renaissance-Bau stammt aus der Zeit nach 1557, wobei um 1638 noch einmal ein großzügiger Umbau stattfand. Er ist zweigeschoßiger ein Vierkantbau mit pyramidenbehelmten Türmen an der Nordfront, Erkertürmen an der Südfront, und einem Dachreiter mit Uhr über dem Westflügel. Im Inneren befindet sich ein Arkadenhof.                                                                              | BDA-Hist.: Q2243573 Status: Bescheid Stand der BDA-Liste: 2025-06-30 Name: Schloss St. Martin GstNr.: 47 Schloss St. Martin, Graz                                           |
| ja   | Datei hochladen | Römische Siedlung und Hügelgräber Martinhofstraße HERIS-ID: 12621 Objekt-ID: 8774         | bei Kehlbergstraße 35 Standort KG: Webling                  | | BDA-Hist.: Q38134404 Status: Bescheid Stand der BDA-Liste: 2025-06-30 Name: Römische Siedlung und Hügelgräber Martinhofstraße GstNr.: 20/1, 24/2                            |
| ja   | Datei hochladen | Kath. Filialkirche hl. Martin/Schlosskirche HERIS-ID: 51453 Objekt-ID: 57105              | Kehlbergstraße 36 Standort KG: Webling                      | Die neben dem Schloss stehende Kirche ist ein einfacher Saalbau, der auf das 17. Jahrhundert zurückgeht und 1738/40 restauriert und neu gestaltet wurde. Der barocke Hochaltar ist ein Werk von Josef Stammel und gilt als eines der Hauptwerke der Sakralkunst dieser Zeit in der Steiermark. | BDA-Hist.: Q64765097 Status: § 2a Stand der BDA-Liste: 2025-06-30 Name: Kath. Filialkirche hl. Martin/Schlosskirche GstNr.: .4 Schlosskirche St. Martin, Graz               |
| ja   | Datei hochladen | Wirtschaftsgebäude HERIS-ID: 102821 Objekt-ID: 119272                                     | Martinhofstraße 111 Standort KG: Webling                    | | BDA-Hist.: Q37791955 Status: § 2a Stand der BDA-Liste: 2025-06-30 Name: Wirtschaftsgebäude GstNr.: .2                                                                       |
| ja   | Datei hochladen | Verwaltungs- und Direktionsgebäude HERIS-ID: 11229 Objekt-ID: 7309                        | Wagner-Jauregg-Platz 1 Standort KG: Webling                 | Die Anlage der Nervenklinik wurde in den Jahren 1870–1872 erbaut und später immer wieder erweitert, vor allem um 1905; das heutige Aussehen stammt im Wesentlichen aus dieser Zeit. Die Fassade des Verwaltungsgebäudes ist seit 2016 mit dem Faksimile eines Briefes von Sigmund Freud bemalt. | BDA-Hist.: Q114077826 Status: Bescheid Stand der BDA-Liste: 2025-06-30 Name: Verwaltungs- und Direktionsgebäude GstNr.: .160 Nervenklinik am Feldhof - Verwaltungsgebäude   |
| ja   | Datei hochladen | Pavillon A, Haus Nr. 4 HERIS-ID: 11230 Objekt-ID: 7310                                    | Wagner-Jauregg-Platz 4 Standort KG: Webling                 | Die Nebenpavillons der Anstalt stammen aus der Zeit um 1905. | BDA-Hist.: Q38092889 Status: Bescheid Stand der BDA-Liste: 2025-06-30 Name: Pavillon A, Haus Nr. 4 GstNr.: .162 Nervenklinik am Feldhof - Pavillon A, Haus Nr. 4            |
| ja   | Datei hochladen | Anstaltskirche HERIS-ID: 11231 Objekt-ID: 7311                                            | Wagner-Jauregg-Platz 26 Standort KG: Webling                | Die Anstaltskirche wurde Ende des 19. und Anfang des 20. Jahrhunderts nach den Plänen von Josef Flohr erbaut. Sie ist ein mittelgroßer Bau mit kreuzförmigem Grundriss und wurde in neoromanischem und neogotischem Stil errichtet. An der Südostseite befindet sich ein Turm mit Spitzhelm. Der Innenraum besteht aus einem zweijochig-einschiffigen Langhaus mit einem Kreuzgratgewölbe auf Wandpfeilern. Die Einrichtung stammt zum Teil aus der Entstehungszeit der Kirche. | BDA-Hist.: Q570222 Status: Bescheid Stand der BDA-Liste: 2025-06-30 Name: Anstaltskirche GstNr.: .163 Nervenklinik am Feldhof                                               |
| ja   | Datei hochladen | Wasserturm mit Brunnenanlage HERIS-ID: 11232 Objekt-ID: 7312                              | Wagner-Jauregg-Platz 27 Standort KG: Webling                | Der Wasserturm der Neurologischen Anstalt stammt aus der Zeit um 1905. | BDA-Hist.: Q38092933 Status: Bescheid Stand der BDA-Liste: 2025-06-30 Name: Wasserturm mit Brunnenanlage GstNr.: .207 Nervenklinik am Feldhof - Wasserturm                  |